# Nikolaus Summerer
Nikolaus „Nik“ Summerer (* 1971 in München) ist ein deutscher Kameramann.

## Leben
Nikolaus Summerer studierte zunächst ab 1993 Betriebswirtschaftslehre in Regensburg. Ab 1995 absolvierte er Praktika im Filmtechnikbereich und war Kameratechniker. 2000 folgte ein Studium an der Hochschule für Fernsehen und Film München, gleichzeitig war er als Kameraassistent aktiv. Seit 2004 ist er als Kameramann tätig.
Für Unter der Sonne wurde er 2006 für den Deutschen Kamerapreis nominiert, für seine Arbeit beim Thriller Who Am I – Kein System ist sicher wurde er 2015 für den Deutschen Filmpreis nominiert und mit dem Deutschen Kamerapreis ausgezeichnet. Ab 2017 war er Kameramann der deutschen Netflix-Serie Dark.

## Filmografie (Auswahl)
- 2006: Unter der Sonne
- 2010: Das letzte Schweigen
- 2014: Who Am I – Kein System ist sicher
- 2015: Highway to Hellas
- 2016: Jadotville (The Siege of Jadotville)
- 2017–2020: Dark (Fernsehserie, 26 Folgen)
- 2022: 1899 (Fernsehserie)
- 2024: Dune: Prophecy (Miniserie)

## Auszeichnungen
- 2015 Deutscher Kamerapreis für Who am I – Kein System ist sicher (Kinospielfilm)
- 2018 Preis der Deutschen Akademie für Fernsehen in der Kategorie Beste Bildgestaltung für Dark